# Gondiães (Vila Verde)
Gondiães is een plaats (freguesia) in de Portugese gemeente Vila Verde en telt 418 inwoners (2001).